# World Poker Tour seizoen 9
Een overzicht van de evenementen uit het negende seizoen van de World Poker Tour (WPT) en resultaten van de hoofdtoernooien daarvan. De winnaars hiervan schrijven naast het prijzengeld een officiële WPT-titel op hun naam:

### WPT Grand Prix de Paris
- Casino: Aviation Club de France, Parijs
- Buy-in: €10.000,-
- Datum: 8 mei t/m 15 mei 2010
- Aantal deelnemers: 247
- Totaal prijzengeld: €2.347.797,-
- Aantal uitbetalingen: 27

| Positie | Naam               | Prijs      |
| ------- | ------------------ | ---------- |
| 1e      | Theo Jørgensen     | €633.902,- |
| 2de     | Antoine Amourette  | €328.690,- |
| 3de     | Per Linde          | €234.780,- |
| 4de     | Mickael Guenni     | €187.825,- |
| 5de     | Fabrice Touil      | €140.870,- |
| 6de     | Nourredine Aïtaleb | €93.910,-  |
| 7de     | Arnaud Mattern     | €82.175,-  |
| 8ste    | Jimmy Ostensson    | €70.435,-  |

### WPT Spanish Championship
- Casino: Casino Barcelona, Barcelona
- Buy-in: €3.200,- + €300,-
- Datum: 19 mei t/m 23 mei 2010
- Aantal deelnemers: 326
- Totaal prijzengeld: €1.034.400,-
- Aantal uitbetalingen: 36

| Positie | Naam                       | Prijs      |
| ------- | -------------------------- | ---------- |
| 1ste    | Ali Tekintamgac            | €315.000,- |
| 2de     | Roberto Garcia Santiago    | €160.000,- |
| 3de     | Mats Erik Iremark          | €81.000,-  |
| 4de     | Manuel Blaschke            | €71.000,-  |
| 5de     | Mads Smith Hansen          | €61.000,-  |
| 6de     | Tristan Quentin Clemencon  | €51.000,-  |
| 7de     | Per Emil Mattson           | €41.000,-  |
| 8ste    | Bartolome Gomila Romero    | €31.000,-  |
| 9de     | Manuel Cuberos Lopez Cozar | €21.400,-  |

### Bellagio Cup VI
- Casino: Bellagio, Las Vegas
- Buy-in: $10.000,- + 300,-
- Datum: 11 juli t/m 16 juli 2010
- Aantal deelnemers: 353
- Totaal prijzengeld: $3.424.100,-
- Aantal uitbetalingen: 50

| Positie | Naam           | Prijs      |
| ------- | -------------- | ---------- |
| 1ste    | Moritz Kranich | $875.150,- |
| 2de     | Justin Smith   | $594.755,- |
| 3de     | Phil Ivey      | $363.650,- |
| 4de     | John Caridad   | $237.902,- |
| 5de     | Robert Akery   | $169.930,- |
| 6de     | Eric Afriat    | $118.950,- |

### Legends of Poker
- Casino: The Bicycle Casino, Los Angeles
- Buy-in: $4.800,- + 200,-
- Datum: 20 augustus t/m 25 augustus 2010
- Aantal deelnemers: 462
- Totaal prijzengeld: $2.151.072,-
- Aantal uitbetalingen: 45

| Positie | Naam               | Prijs      |
| ------- | ------------------ | ---------- |
| 1ste    | Andy Frankenberger | $750.000,- |
| 2de     | Kyle Wilson        | $370.000,- |
| 3de     | Tom Lee            | $147.772,- |
| 4de     | Thomas Braband     | $109.000,- |
| 5de     | Jared Jaffee       | $86.000,-  |
| 6de     | Franco Brunetti    | $63.000,-  |

### WPT London Poker Classic
- Casino: Palm Beach Casino, Londen
- Buy-in: £5.000,- +£300,-
- Datum: 30 augustus t/m 4 september 2010
- Aantal deelnemers: 171
- Totaal prijzengeld: £820.800,-
- Aantal uitbetalingen: 18

| Positie | Naam                | Prijs      |
| ------- | ------------------- | ---------- |
| 1ste    | Jake Cody           | £273.783,- |
| 2de     | Nichlas Mattsson    | £176.979,- |
| 3de     | Bruce Atkinson      | £93.316,-  |
| 4de     | Kristoffer Thorsson | £56.311,-  |
| 5de     | Giovanni Safina     | £42.233,-  |
| 6de     | Sandiep Khosa       | £34.189,-  |
| 7de     | Fabian Quoss        | £26.144,-  |
| 8ste    | Gareth Teatum       | £18.100,-  |

### Borgata Poker Open
- Casino: Borgata, Atlantic City
- Buy-in: $3.300,- + 200,-
- Datum: 19 september t/m 24 september 2010
- Aantal deelnemers: 1042
- Totaal prijzengeld: $3.438.600,-
- Aantal uitbetalingen: 100

| Positie | Naam              | Prijs      |
| ------- | ----------------- | ---------- |
| 1ste    | Dwyte Pilgrim     | $733.802,- |
| 2de     | Kianoosh Mohajeri | $440.945,- |
| 3de     | Ofir Mor          | $266.835,- |
| 4de     | Brandon Novena    | $223.475,- |
| 5de     | Daniel Makowsky   | $183.449,- |
| 6de     | Benjamin Klier    | $148.427,- |

### Festa al Lago
- Casino: Bellagio, Las Vegas
- Buy-in: $10.000,- + 300,-
- Datum: 15 oktober t/m 20 oktober 2010
- Aantal deelnemers: 335
- Totaal prijzengeld: $3.224.000,-
- Aantal uitbetalingen: 50

| Positie | Naam               | Prijs      |
| ------- | ------------------ | ---------- |
| 1ste    | Randal Flowers     | $831.500,- |
| 2de     | Michael Benvenuti  | $564.200,- |
| 3de     | Noah Schwartz      | $344.968,- |
| 4de     | Jason Koon         | $225.680,- |
| 5de     | Andy Frankenberger | $161.200,- |
| 6de     | Skip Wilson        | $112.840,- |

### Foxwoods World Poker Finals
- Casino: Foxwoods Resort Casino, Mashantucket (Connecticut)
- Buy-in: $9.700,- + 300,-
- Datum: 28 oktober t/m 2 november 2010
- Aantal deelnemers: 242
- Totaal prijzengeld: $2.276.978,-
- Aantal uitbetalingen: 25

| Positie | Naam              | Prijs      |
| ------- | ----------------- | ---------- |
| 1ste    | Jeff Forrest      | $548.752,- |
| 2de     | Dave Inselberg    | $325.608,- |
| 3de     | Thomas Marchese   | $211.759,- |
| 4de     | Nikolai Yakovenko | $170.773,- |
| 5de     | Keven Stammen     | $128.650,- |
| 6de     | Mohsin Charania   | $104.741,- |

### WPT Amneville
- Casino: Casino Municipal D Amneville, Amnéville
- Buy-in: €3.200,- + €300,-
- Datum: 2 november t/m 6 november 2010
- Aantal deelnemers: 543
- Totaal prijzengeld: €1.640.000,-
- Aantal uitbetalingen: 54

| Positie | Naam                 | Prijs      |
| ------- | -------------------- | ---------- |
| 1ste    | Sam El Sayed         | €426.425,- |
| 2de     | Franck Pepe          | €229.613,- |
| 3de     | Ilan Boujena         | €161.550,- |
| 4de     | Nesrin Kourdourli    | €109.886,- |
| 5de     | William Bresson      | €79.545,-  |
| 6de     | Jean-Paul Pasqualini | €62.323-,  |
| 7de     | Julien Robert        | €46.743,-  |
| 8ste    | Georges Chehade      | €34.442,-  |

### WPT Marrakech
- Casino: Casino De Marrakech, Marrakesh
- Buy-in: €4.250,- + 750,-
- Datum: 27 november t/m 30 november 2010
- Aantal deelnemers: 222
- Totaal prijzengeld: €905.528,-
- Aantal uitbetalingen: 27

| Positie | Naam                  | Prijs      |
| ------- | --------------------- | ---------- |
| 1ste    | Sébastian Homann      | €254.745,- |
| 2de     | Guillaume Cescut      | €141.518,- |
| 3de     | Sébastien Compte      | €94.345,-  |
| 4de     | Félix Oberauer        | €75.472,-  |
| 5de     | Guillaume de la Gorce | €56.609,-  |
| 6e      | Dominik Nitsche       | €37.736,-  |
| 7de     | Johan Williamsson     | €30.190,-  |
| 8ste    | Julien Labussière     | €26.418,-  |
| 9de     | Patrick Muleta        | €19.920,-  |

### Doyle Brunson Five Diamond World Poker Classic
- Casino: Bellagio, Las Vegas
- Buy-in: $10.000,- + 300,-
- Datum: 3 december t/m 8 december 2010
- Aantal deelnemers: 438
- Totaal prijzengeld: 4.261.267,-
- Aantal uitbetalingen: 100

| Positie | Naam               | Prijs      |
| ------- | ------------------ | ---------- |
| 1ste    | Antonio Esfandiari | $870.124,- |
| 2de     | Andrew Robl        | $549.003,- |
| 3de     | Vanessa Rousso     | $358.964,- |
| 4de     | John Racener       | $232.271,- |
| 5de     | Kirk Morrison      | $168.924,- |
| 6de     | Ted Lawson         | $126.693,- |

### WPT Southern Poker Championship
- Casino: Beau Rivage, Biloxi
- Buy-in: $9.700,- + 300,-
- Datum: 23 januari t/m 27 januari 2011
- Aantal deelnemers: 214
- Totaal prijzengeld: $2.011.600,-
- Aantal uitbetalingen: 27

| Positie | Naam             | Prijs      |
| ------- | ---------------- | ---------- |
| 1ste    | Alexander Kuzmin | $601.469,- |
| 2de     | Leif Force       | $315.790,- |
| 3de     | Allen Carter     | $218.471,- |
| 4de     | Shannon Shorr    | $144.985,- |
| 5de     | Pat Mahoney      | $113.208,- |
| 6de     | Ryan Hughes      | $89.375,-  |

### WPT Venice
- Casino: Casino Di Venezia, Venetië
- Buy-in: €3.000,- + 300,-
- Datum: 3 februari t/m 8 februari 2011
- Aantal deelnemers: 523
- Totaal prijzengeld: €1.521.930,-
- Aantal uitbetalingen: 54

| Positie | Naam                     | Prijs      |
| ------- | ------------------------ | ---------- |
| 1ste    | Alessio Isaia            | €380.000,- |
| 2de     | Szabolcs Mayer           | €228.990,- |
| 3de     | David Vamplew            | €149.910,- |
| 4de     | Emmanuel Rodrigues       | €101.960,- |
| 5de     | Adrien Camille Garrigues | €73.180,-  |
| 6de     | Luca Fiorini             | €57.830,-  |
| 6de     | Max Lykov                | €43.370,-  |
| 6de     | Renato Paolini           | €31.960,-  |

### L.A. Poker Classic
- Casino: Commerce Casino, Los Angeles
- Buy-in: $9.600,- + 400,-
- Datum: 25 februari t/m 3 maart 2011
- Aantal deelnemers: 681
- Totaal prijzengeld: $6.537.600,-
- Aantal uitbetalingen: 64

| Positie | Naam             | Prijs        |
| ------- | ---------------- | ------------ |
| 1ste    | Gregory Brooks   | $1.654.120,- |
| 2de     | Vivek Rajkumar   | $908.730,-   |
| 3de     | Carlos Mortensen | $640.680,-   |
| 4de     | Amir Lehavot     | $421.680,-   |
| 5de     | Steve Gross      | $304.000,-   |
| 6de     | Darryll Fish     | $235.350,-   |

### WPT Bay 101 Shooting Star
- Casino: Bay 101, San Jose
- Buy-in: $9.600,- + 400,-
- Datum: 14 maart t/m 18 maart 2011
- Aantal deelnemers: 415
- Totaal prijzengeld: $3.942.500,-
- Aantal uitbetalingen: 45

| Positie | Naam           | Prijs        |
| ------- | -------------- | ------------ |
| 1ste    | Alan Sternberg | $1.039.000,- |
| 2de     | Steven Kelly   | $595.300,-   |
| 3de     | Mike Matusow   | $369.800,-   |
| 4de     | Vivek Rajkumar | $295.800,-   |
| 5de     | Casey McCarrel | $221.800,-   |
| 6de     | Mike Sexton    | $148.000,-   |

### WPT Vienna
- Casino: Montesino, Wenen
- Buy-in: €3.200,- + 300,-
- Datum: 25 maart t/m 29 maart 2011
- Aantal deelnemers: 555
- Totaal prijzengeld: €1.776.000,-
- Aantal uitbetalingen: 54

| Positie | Naam               | Prijs      |
| ------- | ------------------ | ---------- |
| 1ste    | Dmitry Gromov      | €447.840,- |
| 2de     | Maxim Kolosov      | €241.180,- |
| 3de     | Simon Ravnsbaek    | €169.690,- |
| 4de     | Mario Adinolfi     | €115.420,- |
| 5de     | Valentin Stroiescu | €83.550,-  |
| 6de     | Maximillian Noll   | €65.460,-  |
| 7de     | Alessio Isaia      | €49.100,-  |
| 8ste    | Mark Jenisch       | €36.180,-  |

### WPT Bratislava
- Casino: Golden Vegas, Bratislava
- Buy-in: €2.500,- + 220,-
- Datum: 30 maart t/m 3 april 2011
- Aantal deelnemers: ...
- Totaal prijzengeld: €...
- Aantal uitbetalingen: 27

| Positie | Naam              | Prijs      |
| ------- | ----------------- | ---------- |
| 1ste    | Roberto Romanello | €140.658,- |
| 2de     | Mayu Uribe Roca   | €75.220,-  |
| 3de     | Alexander Jager   | €42.000,-  |
| 4de     | Frank Dollinger   | €33.000,-  |
| 5de     | Jesper Hoog       | €26.000,-  |
| 6de     | Chris Williamson  | €21.000,-  |
| 7de     | Bodo Sbrzesny     | €17.000,-  |
| 8ste    | Marek Tatar       | €14.000,-  |
| 9de     | Lubomir Kudlicka  | €11.000,-  |

### WPT Hollywood Poker Open
- Casino: Hollywood Casino, Lawrenceburg
- Buy-in: $9.600,- + 400,-
- Datum: 9 april t/m 13 april 2011
- Aantal deelnemers: 97
- Totaal prijzengeld: $911.800,-
- Aantal uitbetalingen: 12

| Positie | Naam             | Prijs      |
| ------- | ---------------- | ---------- |
| 1ste    | Mike Scarborough | $273.664,- |
| 2de     | Erik Seidel      | $155.103,- |
| 3de     | William Reynolds | $110.788,- |
| 4de     | Thomas Marchese  | $77.551,-  |
| 5de     | Andy Whetstone   | $62.041,-  |
| 6de     | Ali Eslami       | $50.962,-  |

### Seminole Hard Rock Showdown
- Casino: Seminole Hard Rock Hotel and Casino, Hollywood
- Buy-in: $9.600,- + 400,-
- Datum: 27 april t/m 3 mei 2011
- Aantal deelnemers: 433
- Totaal prijzengeld: $4.156.800,-
- Aantal uitbetalingen: 45

| Positie | Naam                    | Prijs        |
| ------- | ----------------------- | ------------ |
| 1ste    | Taylor Von Kriegenbergh | $1.122.340,- |
| 2de     | Curt Kohlberg           | $586.109,-   |
| 3de     | Justin Zaki             | $415.680,-   |
| 4de     | Abbey Daniels           | $286.819,-   |
| 5de     | Allen Bari              | $211.997,-   |
| 6de     | Tommy Vedes             | $166.272,-   |

### WPT World Championship
- Casino: Bellagio, Las Vegas
- Buy-in: $25.000 + 500
- Datum: 14 mei t/m 20 mei 2011
- Aantal deelnemers: 220
- Totaal prijzengeld: $5.309.500
- Aantal uitbetalingen: 27

| Positie | Naam           | Prijs        |
| ------- | -------------- | ------------ |
| 1ste    | Scott Seiver   | $1.618.344,- |
| 2de     | Farzad Bonyadi | $1.061.900,- |
| 3de     | Galen Hall     | $589.355,-   |
| 4de     | Roger Teska    | $371.665,-   |
| 5de     | Tony Gargano   | $278.749,-   |
| 6de     | Justin Young   | $225.654,-   |

WPT seizoen 1 · WPT seizoen 2 · WPT seizoen 3 · WPT seizoen 4 · WPT seizoen 5 · WPT seizoen 6 · WPT seizoen 7 · WPT seizoen 8 · WPT seizoen 9 · WPT seizoen 10 · WPT seizoen 11 · WPT seizoen 12 · WPT seizoen 13 · WPT seizoen 14 · WPT seizoen 15 · WPT seizoen 16 · WPT seizoen 17 · WPT seizoen 18 · WPT seizoen 19